# Muntrol

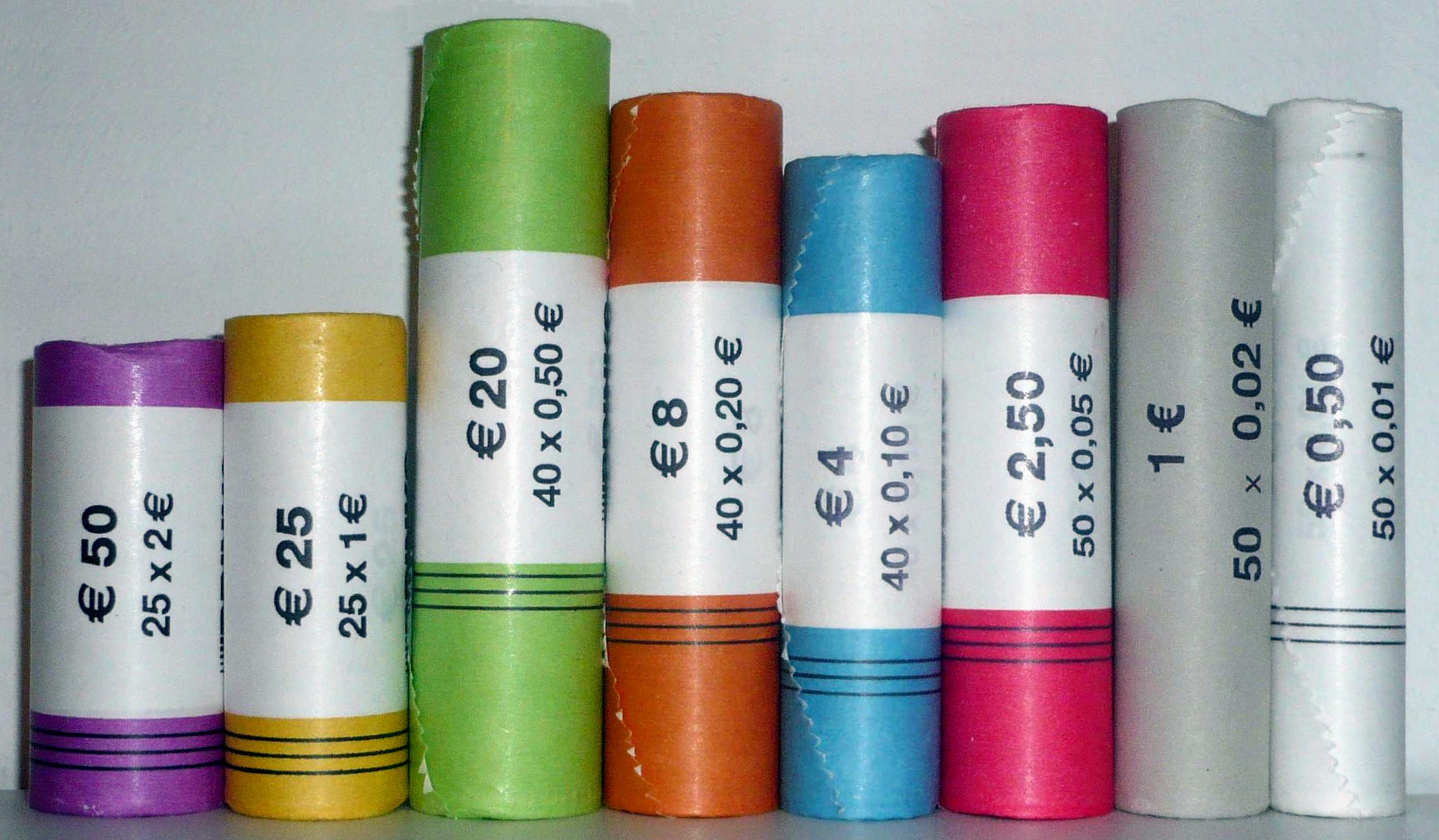
De acht muntrollen van de verschillende euromunten

Een muntrol is een stapeltje munten van dezelfde waarde die is verpakt in papier waardoor een echte rol ontstaat. Aan het eind van het muntproductieproces wordt zo’n muntrol gemaakt waardoor de munten makkelijker te vervoeren zijn. Muntrollen worden vooral gebruikt om winkels van kleingeld te voorzien.

## Waarde van muntrollen
In de onderstaande tabel is te zien hoeveel munten er in de euromunt-rollen zitten:
| Kleur  | Munt   | Aantal | Waarde |
| ------ | ------ | ------ | ------ |
| Wit    | € 0,01 | 50     | € 0,50 |
| Grijs  | € 0,02 | 50     | € 1    |
| Rood   | € 0,05 | 50     | € 2,50 |
| Blauw  | € 0,10 | 40     | € 4    |
| Oranje | € 0,20 | 40     | € 8    |
| Groen  | € 0,50 | 40     | € 20   |
| Geel   | € 1    | 25     | € 25   |
| Paars  | € 2    | 25     | € 50   |